# Jörg Jenatsch

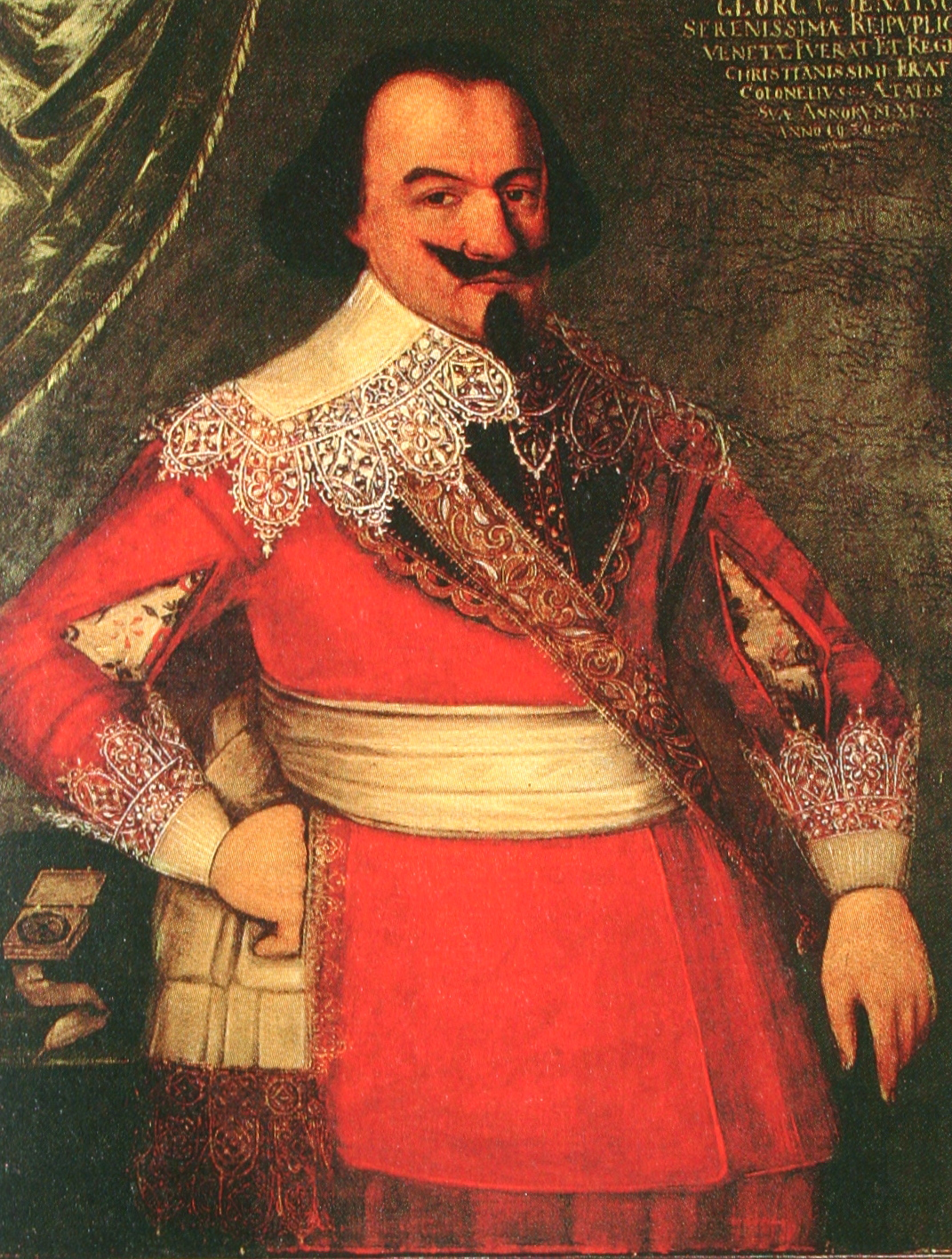
Jörg Jenatsch 1636.

Jörg (även Georg eller Jürg) Jenatsch, född 1596, död 24 januari 1639, var en schweizisk partigängare.
Jenatsch var hjälten i Conrad Ferdinand Meyers Jürg Jenatsch 1876. Graubünden kom under 30-åriga kriget att säte för svåra inbördesstrider i samband med att fransmän, spanjorer och österrikare försökte vinna kontrollen över kantonens alpövergång. Jenatsch lyckades dock hävda kantonens självständighet.